# Apocyclops panamensis
Apocyclops panamensis – gatunek widłonoga z rodziny Cyclopidae. Nazwa naukowa gatunku została po raz pierwszy opublikowana w 1913 roku przez amerykańskiego zoologa Charlesa Dwighta Marsha.